# Jorge Alemán
Pour les articles homonymes, voir Alemán.
Jorge Alemán Lavigne est un psychanalyste et un écrivain argentin né à Buenos Aires le 30 mars 1951. En 1976, à l'âge de 25 ans, il s'exile en Espagne où il réside toujours depuis cette date (à Madrid). Il a publié de nombreux livres qui rendent compte d'une pensée réunissant psychanalyse, philosophie et politique, ainsi qu'un peu de poésie.

## Biographie
De 2004 à 2015, il a été conseiller culturel à l'ambassade Argentine en Espagne. Il a été nommé par le gouvernement espagnol commandeur de l'Ordre d'Isabelle la Catholique au degré de Encomienda (cet ordre vise à récompenser les comportements extraordinaires de citoyens espagnols (ou d'étrangers) qui s'exercent dans l’intérêt de la nation ou qui contribuent, de manière significative, à favoriser les relations d’amitié et de coopération de la nation avec le reste de la communauté internationale).
Il a été professeur honoraire des universités de Buenos Aires et de San Martín. En 2018, il reçoit le titre de Docteur Honoris Causa de la Faculté de Psychologie de l'Université Nationale de Rosario. Il y a publié, entre 1972 et 1981, plusieurs ouvrages de poésie ; l’un d’eux, Sobre hospicios y expertos navegantes, obtient le Prix National de Poésie du Fonds des Arts. 
Puis il fonde des groupes de psychanalyse et, en 1981, la première revue lacanienne de Madrid : Serie Psicoanalítica. Collaborateur de la « consolidation du champ freudien en Espagne », il est également membre de l'École Lacanienne de Psychanalyse (ELP) et de l'Association Mondiale de Psychanalyse (AMP), ainsi qu'enseignant au Nuevo Centro de Estudios Psicoanalíticos.

## Œuvre et pensée
Plusieurs livres d'essais rendent compte de sa pensée, bien qu'il fit ses débuts en écriture en tant que poète. Il participe également a des conférences, des tables rondes ou des cours, partageant la scène avec des intellectuels de l'envergure de Gianni Vattimo, Ernesto Laclau, Chantal Mouffe, Slavoj Zizek ou Eugenio Trías, entre autres. Il cite ce dernier dans ses écrits, se référant à sa « théorie de l’être comme limite et du sujet en tant que frontière ».

## Poésie
Entre 1972 et 1981, il publie quatre livres de poésie : Invasiones y leyendas, Sobre hospicios y expertos navegantes, Iguanas et Patética. En 2008, il publie également : No saber, puis, en 2017 : Río incurable et enfin, en 2023 : La hora del rechazo.

## Essai
Jorge Alemán attire l’attention, dans le domaine psychanalytique, sur une série d’auteurs et de problèmes qui ne s’étaient jamais posés auparavant. En tant que nous sommes tous concernés par la philosophie — sans le savoir voire, contre notre volonté —, Alemán met en pratique l’antiphilosophie dès le début. Cette pratique antiphilosophique s’instaure depuis le champ de la psychanalyse et consiste à convoquer la philosophie pour en franchir la limite. Ces questions, abordées dans plusieurs écrits, sont réunies sous le titre Lacan: Heidegger. El psicoanálisis en la tarea del pensar (La psychanalyse dans la pensée), en 1998 (Un decir menos tonto (Un dire moins bête), en 1989, s’est avéré être une démonstration en acte de cette pratique) ; tant les « deux points » dans le titre « Lacan: Heidegger », qui ont pour fonction d'à la fois séparer et réunir le psychanalyste et le penseur, que la poursuite de l’interrogation sur la possibilité que la psychanalyse puisse produire — en ce qui concerne la jouissance — un dire moins bête que ceux de la science, de la philosophie ou de la religion, constituent la formule antiphilosophique.
Déjà en 1992, en publiant le livre Cuestiones antifilosóficas en Jacques Lacan (Questions antiphilosophiques chez Jacques Lacan), il aborde les résonances et les solutions divergentes proposées par la psychanalyse à propos de certains sujets brûlants de la philosophie.
Dans le livre Lacan en la razón posmoderna (Lacan dans la raison postmoderne), en 2000, Jorge Alemán s’approprie directement l’antiphilosophie en situant son moment inaugural dans la découverte freudienne. L’expérience subjective qu’elle introduit avec l’événement de la pratique de l’inconscient, est antinomique avec les idéaux de la modernité. Après avoir décorrélé Freud de ses coïncidences avec le programme moderne, il se retrouva finalement face au travail incessant des pulsions, voyant déjouée toute illusion de progrès vers des objectifs nobles. Freud se révèle être, aux yeux d' Alemán, un éminent critique de la modernité. Le sens, fonctionnement inhérent à la philosophie des lumières, s'en trouve affaibli par un rapport de conjonction/disjonction d'avec la pulsion. Enfin, dans son élucidation de l’antiphilosophie — qui tient son empreinte spécifique de l’œuvre de Lacan —, Jorge Alemán l’amène à se confronter à la déconstruction. En plaçant la pulsion en tant que limite non déconstructible de la psychanalyse, on fait mieux la différence entre celle-ci et ce qu’il caractérise comme le « tournant religieux » des discours contemporains, correspondant à la déconstruction post-heideggérienne.
Dans El inconsciente. Existencia y diferencia sexual (L'Inconscient : existence et différence sexuelle, publié moins de trois ans après Lacan : Heidegger), il pose que, seule l’existence parlante, sexualisée et mortelle, accède à l’humain. Ces trois conditions se nouent de telle manière qu’elles constituent la condition incontournable de tout « pouvoir être » mis en jeu dans le désir d'être humain. Les conditions de cette expérience ne peuvent être ni saisies ni régies entièrement par une conscience réflexive ou par l’identité fondamentale d’un soi pensant. L’œuvre aborde ici la question fondamentale de la structure qui s’impose dans l’existence à travers le langage et, ainsi, du caractère de fracture, de rupture, de blessure essentielle qu'il (le langage) impose à l’existence qui s'exprime, est sexualisée et enfin, mortelle.
Dans son livre Notas antifilosóficas (Notes antiphilosophiques), Alemán soulève les points clés de ce que l’on peut appeler le « malaise de la civilisation » aujourd’hui, où les dispositifs historiques sont transformés en : société de contrôle, société du spectacle et discours capitaliste. D’autre part, il pose une question d’une grande actualité — y compris pour la clinique — lorsque la peur devient une constante de la vie quotidienne et qu'elle domine la scène publique. L’auteur affirme que « dans la peur, nous ne faisons pas que nous protéger : on nous donne la possibilité de savoir « quoi faire » d'une existence qui, de par sa structure, est injustifiable et sans excuse ».

## Prix et distinctions

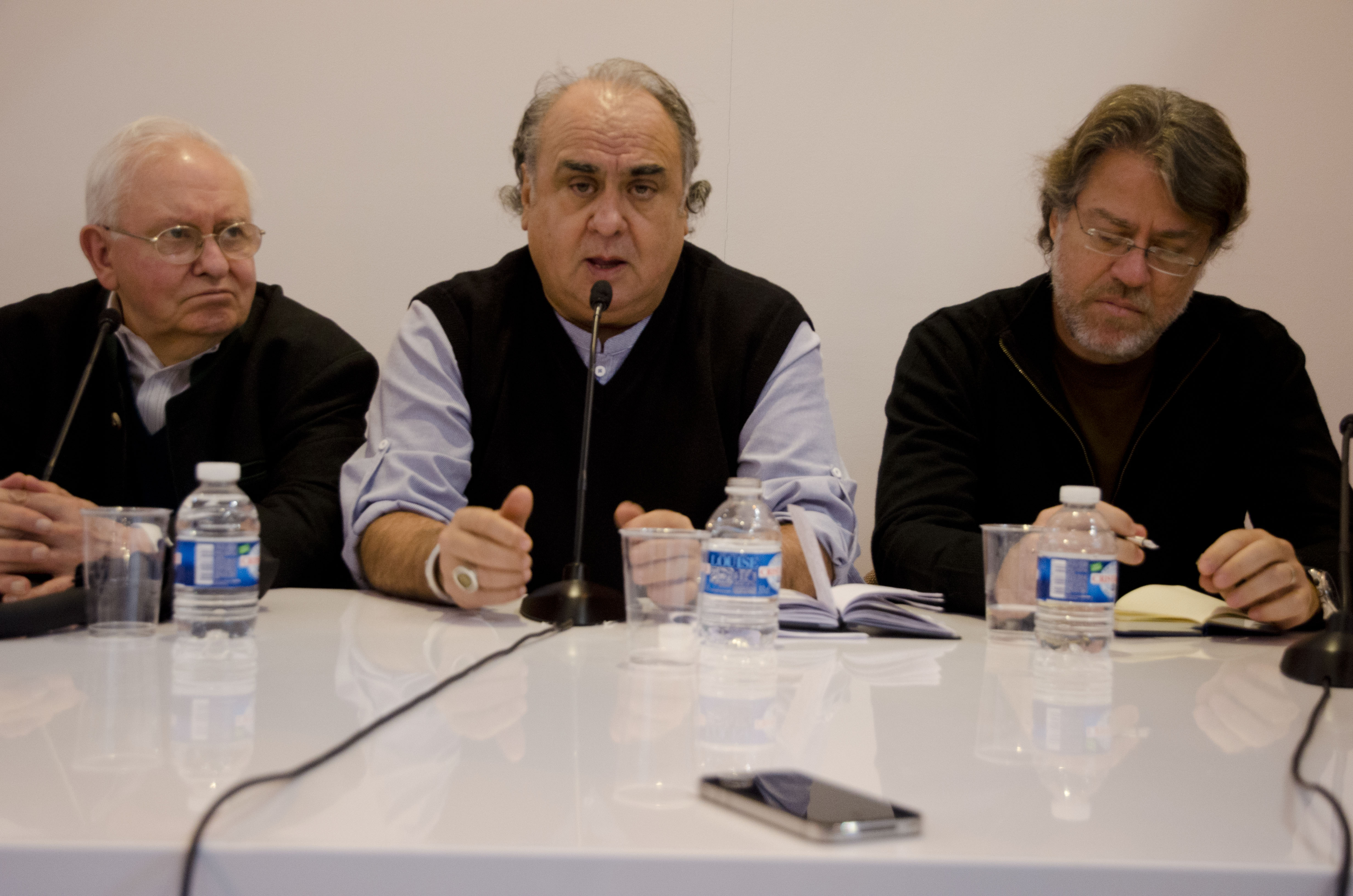
Ernesto Laclau, Jorge Alemán et Ricardo Forster à la conférence Démocraties populaires en Amérique Latine, réalisée au Salon du Livre de Paris, 2014.

- Decoré par le gouvernement espagnol avec le titre de commandeur de l'Ordre d'Isabelle la Catholique
- Professeur honoraire de l'Université de Buenos Aires.
- Professeur honoraire de l'Université Nationale de Générale Saint-Martin[5].
- Prix national de poésie du Fond des Arts, 1974[4].

## Œuvres
- - 1972 - Invasiones y leyendas. Buenos Aires, El ojo subcutáneo ediciones.
  - 1973 - Sobre hospicios y expertos navegantes.
  - 1974 - Iguanas. Madrid, Ediciones Grupo Cero.
  - 1981 - Patética.
  - 1985 - Lacan: el campo del goce.
  - 1989 - Lacan, Heidegger: un decir menos tonto.
  - 1992 - Cuestiones antifilosóficas en Jacques Lacan. Buenos Aires, Atuel.
  - 1997 - La experiencia del fin. Psicoanálisis y metafísica. Madrid, Ediciones Miguel Gómez.
  - 1998 - Lacan: Heidegger. El psicoanálisis en la tarea del pensar. J. Alemán y S. Larriera. Madrid, Ediciones Miguel Gómez.
  - 2000 - Lacan en la razón posmoderna. Madrid, Ediciones Miguel Gómez.
  - 2001 - El inconsciente. Existencia y diferencia sexual. Madrid, Editorial Síntesis.
  - 2003 - Derivas del discurso capitalista. Notas sobre psicoanálisis y política. Madrid, Ediciones Miguel Gómez.
  - 2003 - Notas antifilosóficas, Buenos Aires, Gramma ed.
  - 2004 - Filosofía del límite e inconsciente. Conversación con Eugenio Trías. J. Alemán y S. Larriera. Madrid, Editorial Síntesis.
  - 2006 - Existencia y sujeto. J. Alemán y S. Larriera. Madrid, Ediciones Miguel Gómez.
  - 2008 - Arte, ideología y capitalismo, de S. Zizek, J. Alemán y  C. Rendueles, Ed Pensamiento, Círculo de Bellas Artes.
  - 2008 - No saber. Madrid, Demipage.
  - 2009 - Desde Lacan: Heidegger. J. Alemán y S. Larriera. Madrid, Ediciones Miguel Gómez.
  - 2009 - Para una izquierda lacaniana.... Buenos Aires, Grama ed.
  - 2010 - Lacan, la política en cuestión. Buenos Aires, Grama ed.
  - 2012 - Soledad: Común. Políticas en Lacan. Madrid, Clave intelectual.
  - 2013 - Conjeturas sobre una izquierda lacaniana. Buenos Aires, Grama ed.
  - 2012 - Jacques Lacan y el debate posmoderno. Buenos Aires, Ediciones del Seminario.
  - 2014 - En la frontera. Sujeto y capitalismo. Barcelona, Gedisa editorial.
  - 2016 - Horizontes neoliberales en la subjetividad. Buenos Aires, Grama ed.
  - 2017 - Del desencanto al populismo. Encrucijadas de una época. J. Alemán y G. Cano. Barcelona, Ned Ediciones.
  - 2017 - Río incurable. Málaga, La Dragona - Miguel Gómez Ediciones.
  - 2017 - Solitudine: Comune. Per una sinistra lacaniana, Milano, Mimesis Edizioni.
  - 2018 - Lacan y el capitalismo. Introducción a la Soledad Común. Granada, Editorial Universidad de Granada.
  - 2019 - Capitalismo: Crimen perfecto o emancipación. Barcelona, NED ediciones.
  - 2020 - Pandemónium. Notas sobre el desastre. Barcelona, NED ediciones.
  - 2020 - Razón fronteriza y sujeto del inconsciente. Conversaciones con Eugenio Trías. J. Alemán y S. Larriera. Barcelona, Ned Ediciones.
  - 2021 - Ideología: Nosotras en la época, La época en nosotros. Barcelona, NED ediciones.
  - 2021 - Pandemonium. Appunti sul disastro, Roma, Castelvecchi editore.
  - 2021 - Capitalismo. Crimine perfetto o emancipazione. Roma, Castelvecchi editore.
  - 2023 - La hora del rechazo, Málaga, La Dragona - Miguel Gómez Ediciones.
  - 2023 - Breviario político de psicoanálisis. Barcelona, NED ediciones.
  - 2023 - Lacan and Capitalist Discourse, Neoliberalism and Ideology. Abingdon / New York, Routledge.
  - 2025 - Punto de emancipación. Conversaciones frente a un horizonte posdemocrático. Jorge Alemán y Papo Kling (eds), España, NED editores.
  - 2025 - Ultraderechas. Notas sobre la nueva deriva neoliberal, España, NED editores.